# Miles Davis and Milt Jackson Quintet/Sextet
Miles Davis and Milt Jackson Quintet/Sextet ist ein Jazz-Album von Miles Davis. Es wurde am 5. August 1955 im Studio von Rudy Van Gelder in Hackensack, New Jersey aufgenommen und von Prestige Records veröffentlicht. Die Quintet/Sextet-Aufnahmen gelten als letzte Session von Miles Davis vor der Gründung seines ersten Miles Quintetts mit Coltrane.

## Das Album
Im Juli trat Miles Davis, nachdem er im Monat zuvor das Album Blue Moods mit Charles Mingus aufgenommen hatte, mit seiner neuen Band im New Yorker Café Bohemia auf; mit dabei waren der junge Saxophonist Sonny Rollins sowie die Rhythmusgruppe aus Red Garland, Paul Chambers und Philly Joe Jones, die kurz danach seinem ersten Miles Davis Quintett mit John Coltrane angehören sollten. Im Studio ging der Trompeter im August allerdings nicht mit seiner derzeitigen working band, sondern in „All Star“-Besetzung mit dem Vibraphonisten Milt Jackson, dem Bassisten Percy Heath und dem Schlagzeuger Art Taylor. Außerdem engagierte Davis noch den Pianisten Ray Bryant, weil er „einen Bebop-Sound wollte“.
Mit Milt Jackson und Percy Heath hatte Davis zuletzt die Weihnachtssession 1954 mit Thelonious Monk eingespielt (Miles Davis and the Modern Jazz Giants). Art Taylor war damals eine Art „Haus-Schlagzeuger“ des Prestige-Labels.
Hinzu kam statt Sonny Rollins der junge Altsaxophonist Jackie McLean, der auch die zwei Kompositionen beisteuerte, bei denen er mitwirkte. „Dr. Jackle“ und „Minor March“, die einzige up tempo-Nummer der Session. Sie erschien dann 1959 auf seinem Blue Note Album New Soil als „Minor Apprehension“.
Das Stück „Dr. Jackle“ zeigt McLeans Verbindung zum Blues wie auch zu Charlie Parker,
Miles zeigt eine typisch lyrische Haltung, und Ray Bryant spielt in soulgeladener, tänzerische Manier. „Minor March“ hat rhythmische breaks und eine bridge, die an Bud Powells „Tempus Fugit“ erinnert; McLeans Kadenzen und Schreie nehmen schon den Stil seiner späteren Blue Note-Aufnahmen vorweg.

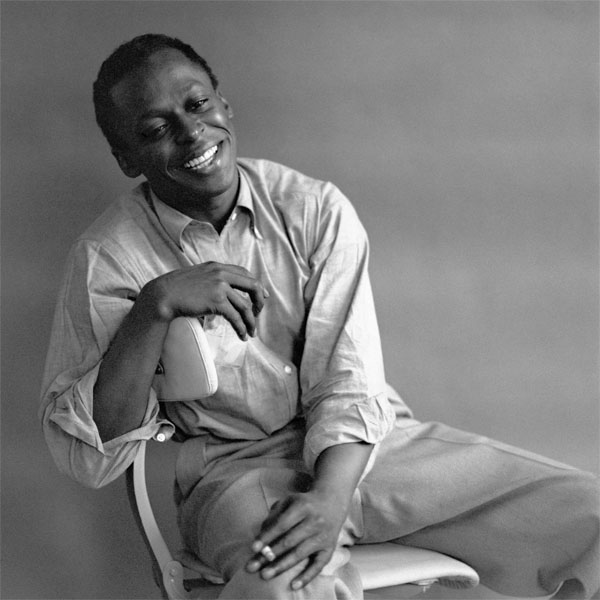
Davis Mitte der 1950er Jahre

Miles Davis äußerte sich in seiner Autobiographie in der ihm eigenen Art kritisch über den Saxophonisten:

„Jackie war bei dieser Session so high, dass er dauernd Angst hatte, er könnte nicht mehr spielen. Ich weiß nicht, was der Scheiß wieder sollte, aber nach dieser Aufnahme engagierte ich Jackie nie wieder.“

Dennoch ist die Musik dieses Album „weitaus gradliniger und intensiver als die in dem vier Wochen zuvor produzierten Album Blue Moods“, merkte Davis’ Biograph Peter Wießmüller hierzu an, „das Pendel in Miles’ stilistischer Entwicklung schlägt hier wieder in die Richtung der experimentellen Aufarbeitung des Bebop zu einem geschlossenen Hardbopkonzept aus, wobei konservative wie auch progressive Elemente vereinigt werden; (...) die subtilen Arrangements von Blue Moods sind einer gewissen expressiven Härte gewichen.“
In den typischen Bop-Themen „Dr. Jackle“ und „Minor March“, die McLean beigetragen hat, wird der Trompeter von seinen Begleitern zu ausgesprochen langen, phantasievollen Sololäufen animiert. Belebt wird die kurze Session durch „das ausgezeichnete Vibraphonspiel von Milt Jackson und Jackie McLeans extrovertierte Altphrasierungen, die diesmal, mehr als bei ihm gewohnt, das Erbe Birds herausstellen, beleben die musikalische Szene außerordentlich.“
Es war die letzte gemeinsame Session von Miles Davis und Percy Heath sowie die einzige mit dem eher unauffällig agierenden Pianisten Ray Bryant, der die Komposition „Blues Changes“ beisteuerte, die hier allerdings „Changes“ genannt wurde. Das Stück schafft eine romantisch-besinnliche Stimmung; Davis spielt die Trompete mit Dämpfer. Thad Jones’ Komposition „Ditty Bitty“ illustriert Ray Bryants Herkunft vom Blues, Gospel und Bebop.

## Bewertung des Albums

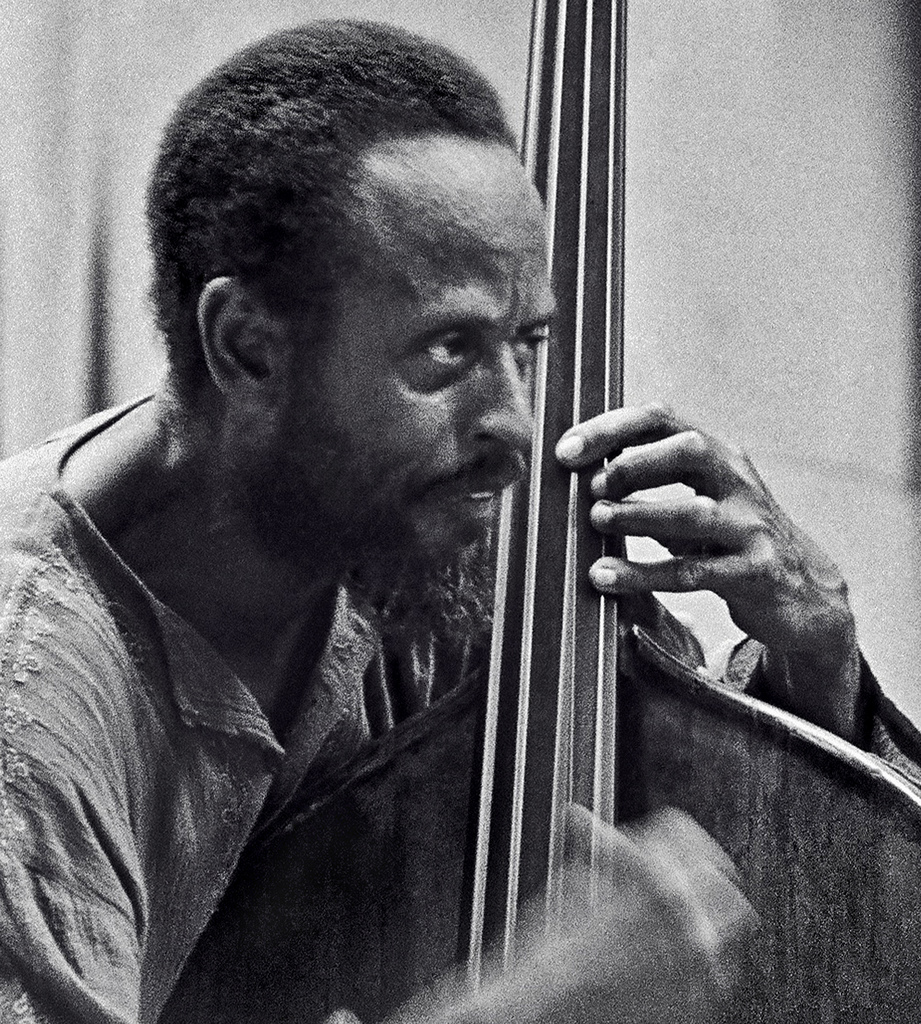
Percy Heath (1977)

Die Kritiker Richard Cook & Brian Morton verliehen dem Album im Penguin Guide to Jazz die zweithöchste Bewertung. Scott Yanow, der das Album im All Music Guide lediglich mit 3 Sternen versah, merkte an, dass die Miles Davis/Milt Jackson Session vom August 1955 eine der weniger bekannten Prestige-Veröffentlichungen ist; sie sei dennoch ein genießbares Outing des Trompeters in All Star-Manier mit seinen guten Freunden, sei aber – gerade angesichts seiner Kürze von gut einer halben Stunde – nicht sehr essential in seiner Diskographie.
Marcus J. Moore schrieb in Bandcamp Daily, für Quintet / Sextet wollte Davis einen Bebop-Sound, aber das Drama während der Aufnahmesession des Albums hätte seine Absicht fast entgleist. Er und McLean seien musikalisch nicht auf derselben Seite gewesen, was zu heftigen Ausbrüchen im Studio geführt habe. Deshalb sei McLean auf diesem Album nur auf zwei Stücken zu hören. Trotzdem klinge er bei diesen Stücken prägnant; „Dr. Jackle“ und „Minor March“ enthielten ausgedehnte Soli des Saxophonisten, die den jeweiligen Melodien mehr Kraft verleihen würden, so Moore. Milt Jackson füge Davis’ Musik ein neues Element hinzu; seine üppigen Vibraphon-Akkorde gaben ihm noch mehr Mut.

## Die Titel
Miles Davis and Milt Jackson Quintet / Sextet (Prestige PRLP 7034)
1. Dr. Jackle (J. McLean) – 8:52
2. Bitty Ditty (Thad Jones) – 6:34
3. Minor March (J. McLean) – 8:14
4. Changes (R. Bryant) – 7:10

Die CD-Ausgabe erschien 2005. Die Session ist auch in der Miles-Davis-Edition Chronicle – The Complete Prestige Recordings enthalten.